# Sutton on the Hill
Sutton on the Hill är en civil parish i Storbritannien.   Den ligger i distriktet South Derbyshire i grevskapet Derbyshire i England, i den södra delen av landet, 180 km nordväst om huvudstaden London. Antalet invånare är 123.